# Tzatziki

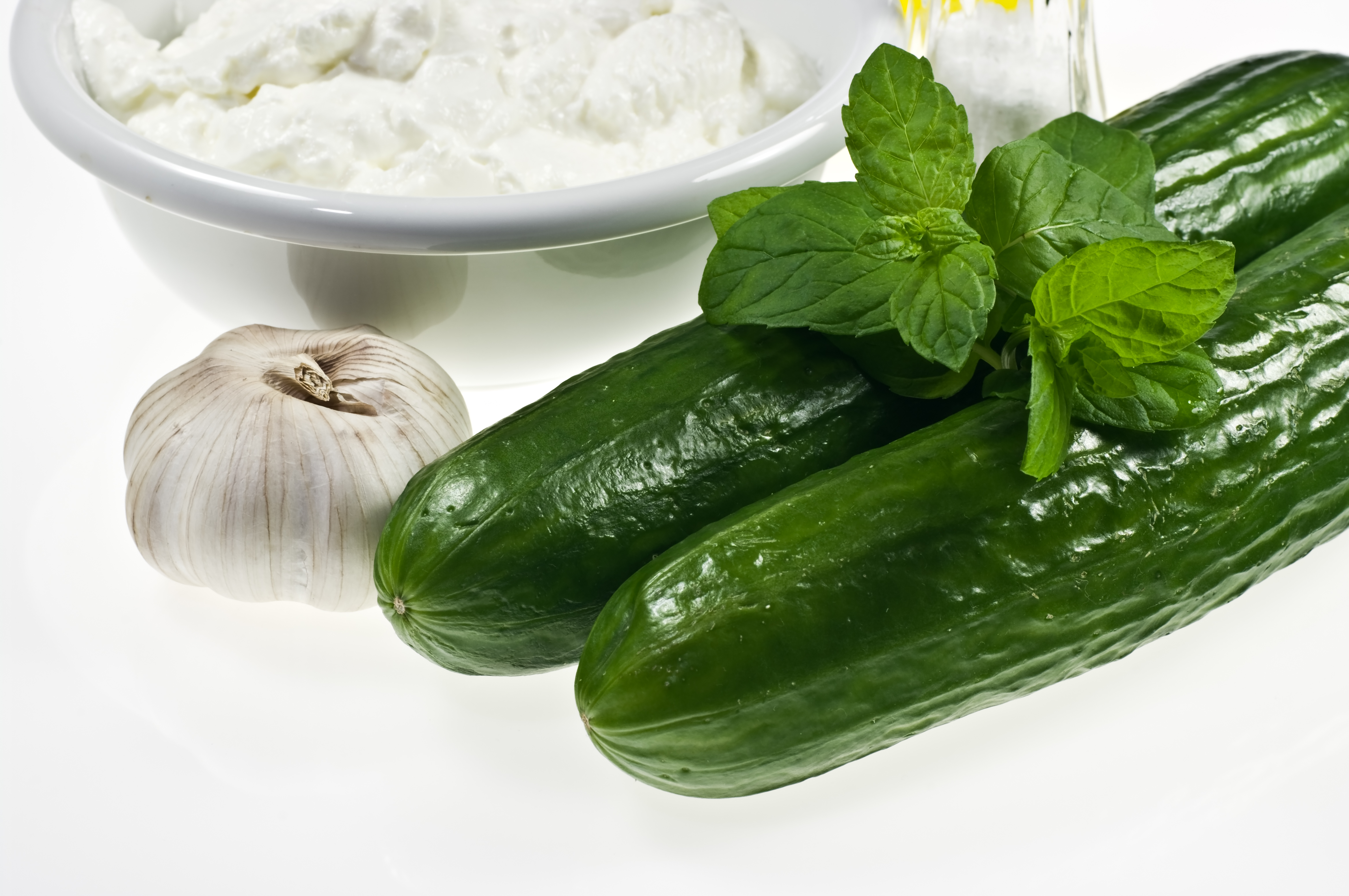
ingrediënten van tzatziki

Tzatziki (Grieks: τζατζίκι) is een traditioneel Grieks bijgerecht, dat bereid wordt met Griekse yoghurt, knoflook, geraspte komkommer en olijfolie. Vaak worden er ook kruiden zoals dille, peterselie of munt aan toegevoegd. Traditioneel hoort er ook een scheutje azijn aan te worden toegevoegd, maar vaak wordt het sap van een citroen gebruikt. Tzatziki wordt onder andere gegeten bij gegrild vlees of geserveerd met pitabrood.

## Etymologie
Het woord 'tzatziki' is de Griekse uitspraak voor het Turkse gerecht 'cacık'. De originele herkomst van het woord is het Perzische of Koerdische jāj ژاژ, een woord als aanduiding voor diverse eetbare wilde grassen. Er wordt ook gedacht dat het woord afkomstig is van het Armeense cacix.

## Bereidingswijze
Eerst worden de komkommers doormidden gesneden en worden de zaadlijsten verwijderd. De komkommer wordt vervolgens grof geraspt en gecentrifugeerd of uitgeknepen in een schone theedoek, totdat de komkommer het meeste vocht verloren heeft. Dit voorkomt dat de tzatziki te dun wordt. De knoflook wordt geraspt of in een knoflookpers boven het mengsel uitgeknepen. Vervolgens kunnen eventueel ook de kruiden worden toegevoegd aan het mengsel. Soms wordt de yoghurt van tevoren in een doek gegoten om te laten uitlekken, zodat deze dikker wordt.